# سبنسر جونسون (لاعب كرة قدم)
سبنسر جونسون (بالإنجليزية: Spencer Johnson)‏ (10 أبريل 1991 برولينغ هيلس في الولايات المتحدة - ) هو لاعب كرة قدم أمريكي في مركز الوسط. لعب مع فينيكس راسينغ.

## وصلات خارجية
- سبنسر جونسون (لاعب كرة قدم) على موقع قاعدة بيانات كرة القدم.إي يو (الإنجليزية)
- سبنسر جونسون (لاعب كرة قدم) على موقع Soccerway.com (الإنجليزية)